# Le Courrier (Sénégal)
Pour les articles homonymes, voir Le Courrier.
Le Courrier est un journal quotidien sénégalais privé d'informations générales en langue française.

## Histoire
Le journal a été créé en 2006(?)
Le Directeur de la publication Pape Amadou Gaye a fait partie des quatre journalistes incarcérés le 1er novembre 2007. Dans Le Courrier du Jour, il avait publié un article critique à l'égard du gouvernement en relation avec la hausse des prix et les problèmes dans le monde rural. Selon son avocat, son incarcération aurait pu entraîner un procès en assises. Il a finalement été libéré le 8 novembre.

## Caractéristiques
Le Courrier se présente comme « un quotidien d'analyses et d'informations générales ». Il est édité par le Groupe Courrier, une SARL au capital de 1 000 000 francs CFA
Le no 580 (3e année), daté du 17 janvier 2008 – sur lequel s'appuient ces informations –, comporte huit pages. Le prix de vente au numéro n'y figure pas. À cette date, l'Administrateur et directeur des publications est Papa Amadou Gaye et le Directeur de la rédaction, Sékou Dianko Diatta. Trois correspondants en région (Ziguinchor, Kolda et Thiès complètent l'équipe de rédaction.
Pour le moment, le périodique ne dispose pas d'un site internet.